# Casa da Cooperativa Agrícola em Aveiro

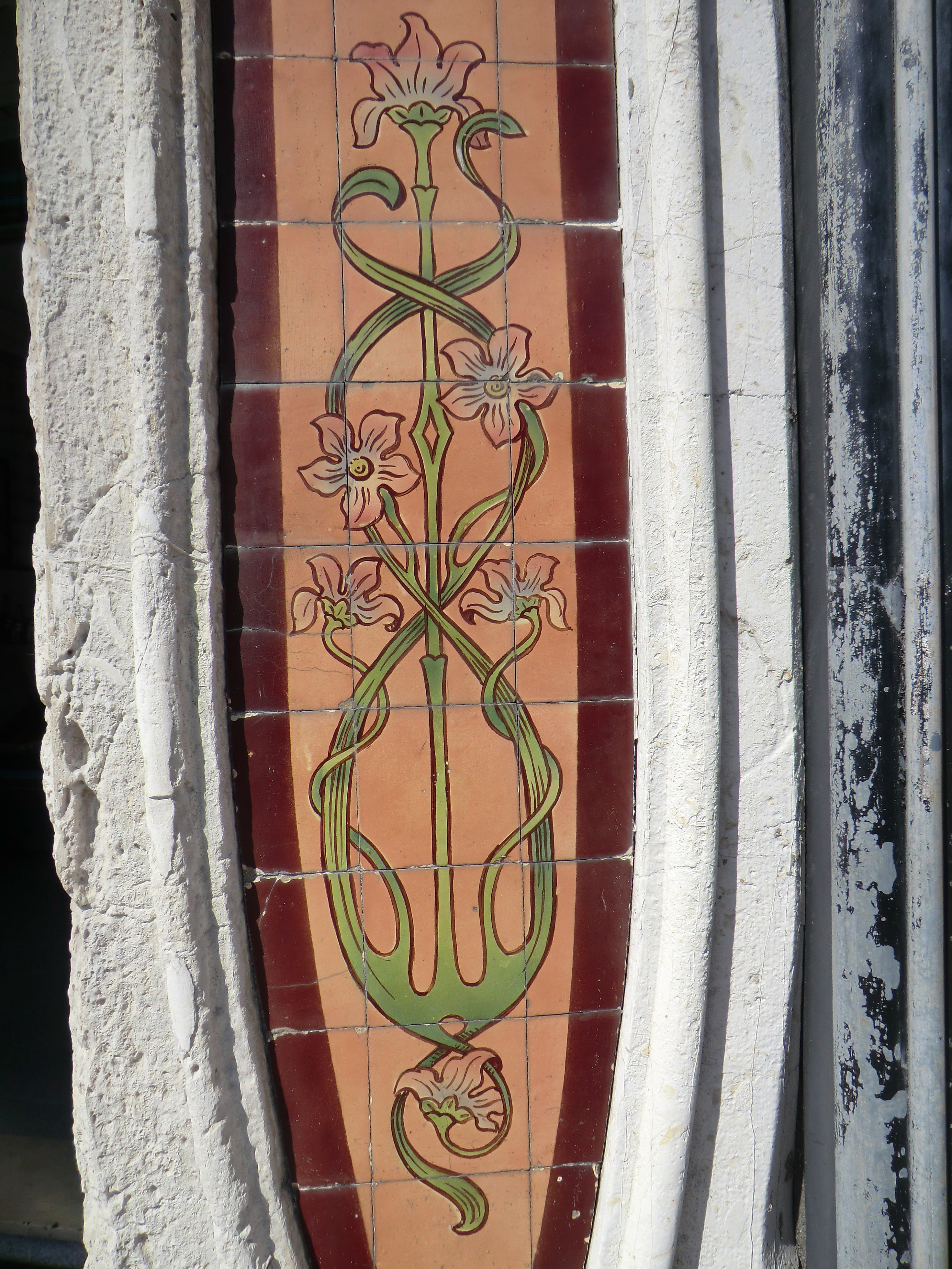
Azulejos no Edifício Arte Nova, Aveiro.

A Casa da Cooperativa Agrícola de Aveiro, também referida como Edifício Arte Nova, é um edifício histórico localizado na Rua João Mendonça, nsº 5, 6, e 7, na freguesia de Glória e Vera Cruz, município de Aveiro, distrito de Aveiro, em Portugal.
Encontra-se classificada como Imóvel de Interesse Público desde 1996.

## História
Foi erguida no início do século XX, possivelmente com projeto de Francisco Augusto da Silva Rocha, arquitecto responsável por vários edifícios do mesmo estilo na cidade. 
Foi, em tempos, sede da Cooperativa Agrícola de Aveiro.

## Características
Em estilo "Arte Nova", nela destaca-se o painel de azulejos em tons de rosa, roxo e vermelho, provenientes da Fábrica Fonte Nova, datados de 1913.